# Sławomir Zawada
Sławomir Zawada, né le 18 mars 1965 à Więcbork, est un haltérophile polonais. 

## Carrière
Sławomir Zawada participe aux Jeux olympiques de 1988 à Séoul et remporte la médaille de bronze.